# E. O. Plauen
E. O. Plauen (muitas vezes estilizado como e.o.plauen) era o pseudônimo de Erich Ohser (Adorf, 18 de março de 1903 – Berlim, 6 de abril de 1944) (algumas fontes dão o seu ano de nascimento como 1909), um  cartunista alemão mais conhecido por sua tira em quadrinhos Vater und Sohn ("Pai e Filho").

## Vida e obra
Ohser nasceu em Untergettengrün, hoje em dia, uma localidade periférica de Adorf, em Vogtland. Quando ele tinha quatro anos de idade, sua família mudou-se para Plauen (daí a escolha do pseudônimo). Ele completou seus estudos na Akademie für Graphische Künste und Buchgewerbe em Leipzig, em 1928, e começou a trabalhar na Sächsische Sozialdemokratische Presse. Em seu trabalho, para revistas democráticas com  Vorwärts, suas  representações satíricas de Joseph Goebbels e Hitler lhe valeram a inimizade dos nazistas, e ele foi proibido de praticar sua profissão (Berufsverbot). Continuou a trabalhar sob pseudônimos, e a partir de 1940, começou novamente a produzir cartuns sobre temas políticos. Ele foi preso sob a acusação de expressar opiniões antinazistas (reichsfeindliche Äußerungen).
Em 5 de abril de 1944 – um dia antes de seu julgamento – Ohser cometeu suicídio em sua cela, sem dúvida, antecipando o que se abateria sobre o amigo  e associado de longa data com quem ele tinha sido preso, Erich Knauf (jornalista, autor e editor do Volkszeitung für das Vogtland), que foi executado semanas mais tarde.

## Vater und Sohn

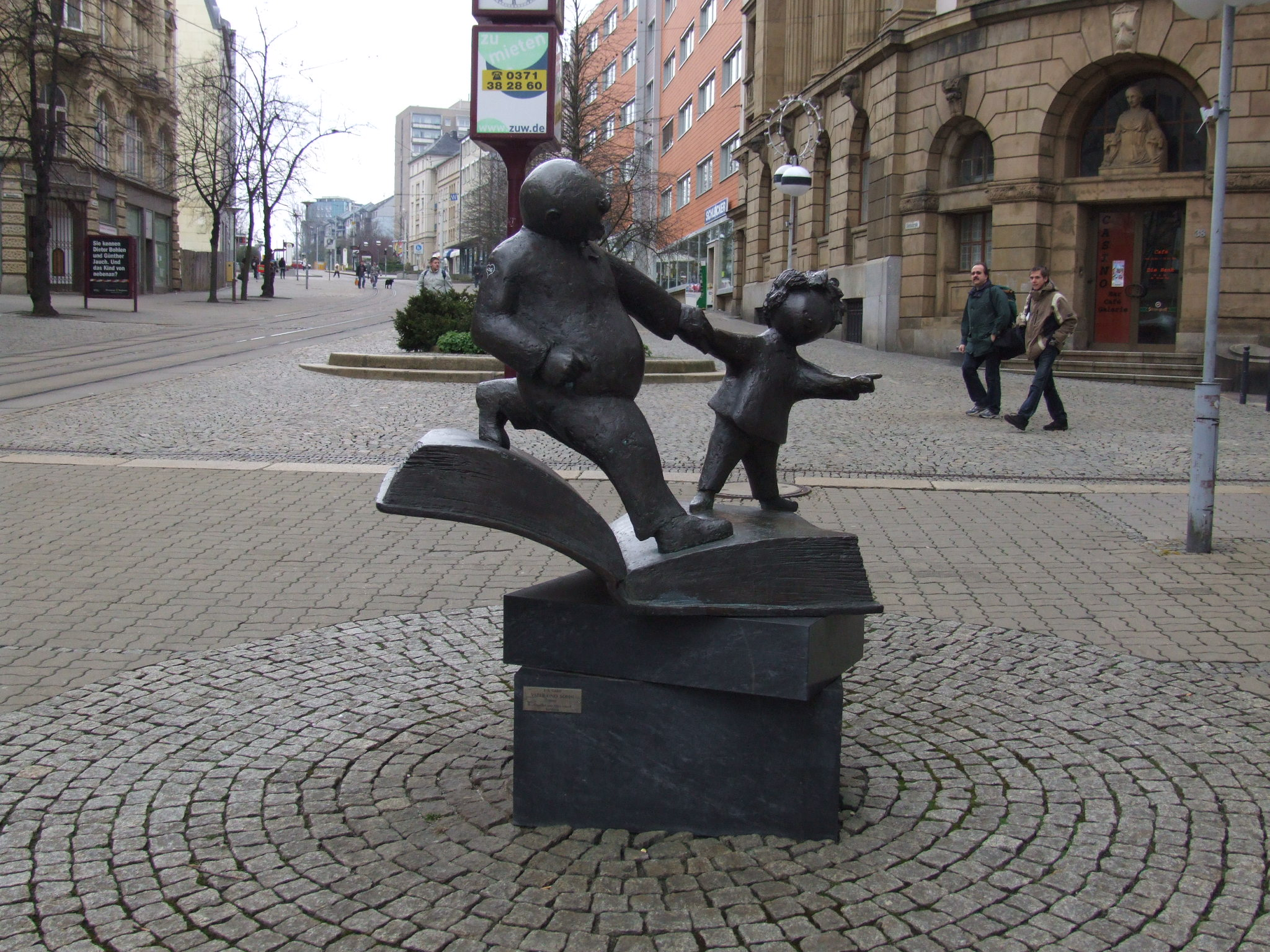
Estátua de "Vater und Sohn" em Plauen

Vater und Sohn era, de modo geral, uma tira composta normalmente por cinco ou seis painéis, em que um homem robusto, careca e bigodudo e seu jovem filho Eric entram e saem de várias situações difíceis em eventos do dia-a-dia. A tira apresenta humor pastelão principalmente (palmadas são frequentes), mas enfatiza a relação afetiva e conspiratória entre os dois. Vater und Sohn foi publicada, de 1934 a 1937, no Berliner Illustrirte Zeitung, num total de 157 episódios.

## Memoriais
Em 1968, suas cinzas foram enterradas no cemitério central de sua cidade natal, que assumiu a responsabilidade pela manutenção de sua sepultura em 1988. O Städtische Galerie , em Karlsruhe montouuma exposição de seus trabalhos em 2001. Ele também é lembrado com o  prêmio E. O. Plauen  para melhores caricaturistas vivos. Além disso, seus personagens "Vater und Sohn"  têm uma estátua em sua cidade natal, onde as figuras aparecem em lojas e horários de bonde.
Vater und Sohn também inspirou a  tira de quadrinhos belga  Piet Fluwijn en Bolleke (1947-1974) por Marc Sleen, que também é uma história em quadrinhos  diária sobre um pai e seu filho.